# Im Fadenkreuz der Angst
Im Fadenkreuz der Angst (Originaltitel: Point of Impact) ist ein Roman von Stephen Hunter aus dem Jahre 1993. Die deutschsprachige Übersetzung stammt von Bernhard Josef und erschien erstmals 1994 im Paul List Verlag. Eine Taschenbuchausgabe erfolgte 1996 im Goldmann Verlag.

## Idee
Die Geschichte handelt von einem früheren Vietnamveteranen. Diese Figur bezieht sich lose auf einen tatsächlichen Scharfschützen im Marine Corps namens Carlos Hathcock. Es gibt eine direkte Referenz im Buch unter einem leicht geänderten Pseudonym als Carl Hitchcock.

## Handlung
Bob Lee Swagger, genannt Bob der Knipser, wird in eine Intrige von undurchsichtigen Geheimdienstmitarbeitern verwickelt, die ihn für ihre zweifelhaften Zwecke benutzen wollen.
Swagger ist der geborene Scharfschütze. Im Vietnamkrieg konnte er 87 registrierte Abschüsse verzeichnen, ehe er selbst Opfer eines gegnerischen Scharfschützen wurde. Er scheidet aus dem Marine Corps aus und kehrt in sein Heimatdorf Blue Eye im ländlichen West-Arkansas zurück. Der Krieg hat tiefe Spuren bei ihm hinterlassen. Er lebt zurückgezogen am Rande der Gesellschaft und widmet sich seiner einzigen Leidenschaft, dem Schießen.
Hier wird er von einem Vertreter von RamDyne kontaktiert, einer undurchsichtigen Regierungs- bzw. Geheimdienstorganisation. Mit einigen psychologischen Kniffen erwecken sie sein Interesse und können ihn für einen Auftrag gewinnen. Er soll ein Attentat auf den Präsidenten der Vereinigten Staaten verhindern, indem er mögliche Plätze für ein Attentat auskundschaftet.
Das Attentat geschieht trotzdem, wobei nicht der Präsident, sondern ein Erzbischof aus San Salvador getötet wird. Swagger ist in der Nähe des Tatortes und wird von seinen Auftraggebern angeschossen, um ihn als vermeintlichen Attentäter der Polizei auszuliefern.
Er kann fliehen und wird nun vom gesamten Polizeiapparat und den Killern von RamDyne verfolgt. Er kann Kontakt zu einem FBI-Beamten aufnehmen und ihn von seiner Unschuld überzeugen. Zusammen gelingt es ihnen die immer zahlreicheren Verfolger unschädlich zu machen und den tatsächlichen Attentäter ausfindig zu machen. Hierbei wird auch der tatsächliche Hintergrund von RamDyne und deren Beweggründe aufgedeckt.
Swagger kann schließlich seine Unschuld beweisen und gewinnt die Liebe einer lange verehrten Frau.

## Verfilmung
2006 wurde der Roman von Regisseur Antoine Fuqua mit Mark Wahlberg als Bob Lee Swagger unter dem Titel Shooter verfilmt. Die Handlung wurde im Film leicht abgewandelt. Premiere war am 23. März 2007.
Der Film Im Fadenkreuz der Angst (Originaltitel Striking Poses, 1999) mit Shannen Doherty, Joseph Griffin und Tamara Gorski hat nichts mit diesem Buch zu tun.